# Sid Watkins
Eric Sidney Watkins detto Sid (Liverpool, 6 settembre 1928 – Londra, 12 settembre 2012) è stato un neurologo e chirurgo inglese, per 26 anni medico ufficiale dei Gran Premi di Formula 1. È noto anche con i soprannomi Professor Sid e Prof.

## Primi anni
Sidney Watkins nacque nel 1928 da Wallace e Jessica Watkins. Il padre aveva lavorato come minatore nel Gloucestershire e si era trasferito a Liverpool durante la crisi economica degli anni 1930. Qui aveva aperto un'officina dapprima dedita alla riparazione delle biciclette, poi di autovetture. Fino ai 25 anni Sid lavorò come meccanico assieme al padre.
Dopo aver deciso contro la volontà paterna di studiare medicina, Watkins si laureò all'Università di Liverpool nel 1956; in questo periodo studiò anche gli effetti psicofisici dello stress sull'uomo, rilevando come esso andasse ad intaccare le facoltà intellettive. Questa ricerca si sarebbe rivelata molto utile nel corso del suo lavoro nelle corse automobilistiche. Dopo la laurea, fece servizio militare nel Royal Army Medical Corps nell'Africa occidentale per quattro anni. In seguito ebbe anche un'esperienza come pilota automobilistico, correndo al volante di una Ford Zephyr Zodiac il West African Rally del 1955, ritirandosi dopo la prima tappa. Nel 1958 rientrò in Gran Bretagna, specializzandosi in neurologia al Radcliffe Infirmary di Oxford; nel 1961 per la prima volta prese parte come medico di gara ad una corsa di go-kart sul circuito di Brands Hatch e su quello di Silverstone.
Avendo ricevuto la proposta della cattedra di neurologia alla State University nel 1962, Watkins si trasferì a Syracuse (New York) e continuò ad operare come medico di gara sul circuito di Watkins Glen International. Qui Watkins, a causa della penuria di mezzi presenti sul posto, fu costretto a portare la sua personale attrezzatura e a chiamare quattro aiutanti. Tornò in Inghilterra nel 1970, dove fu assunto al Royal London Hospital, e nello stesso anno divenne ufficialmente medico dello sport.

## Medico della Formula 1

### Anni 1970
Nel 1978 Watkins incontrò Bernie Ecclestone, a quel tempo CEO della Formula One Constructors Association, che gli offrì di diventare medico ufficiale e delegato alla sicurezza delle corse di Formula 1. Il compenso pattuito era di 35000 $ a stagione, con la clausola che Watkins doveva pagare di tasca sua biglietti aerei, conti d'albergo, noleggio auto e spese impreviste. Watkins accettò e debuttò al Gran Premio di Svezia 1978. Al di fuori delle corse, continuò ad operare come neurologo a Londra.
Inizialmente la sua presenza era vista con ostilità dagli addetti ai lavori, che lo consideravano un banale controllore aggiunto. A peggiorare il tutto vi era il fatto che il centro medico dei circuiti era spesso costituito da una semplice tenda pochissimo attrezzata. Nel Gran Premio d'Italia 1978, diversi piloti ebbero un grave incidente al via, e Ronnie Peterson rimase gravemente ferito. I colleghi Clay Regazzoni, Patrick Depailler e James Hunt intervennero rapidamente in suo aiuto, mentre Watkins fu trattenuto dai Carabinieri e risucchiato fra la folla di curiosi, il che gli impedì di intervenire per 18 minuti, allorché un'ambulanza giunse e portò via Peterson all'ospedale, dove morì il giorno dopo. In seguito alla gara, Watkins chiese ad Ecclestone migliori attrezzature, compreso un anestesista, un'automedica e un servizio di elisoccorso sempre pronti all'uso. Tutto ciò fu già implementato nella gara successiva. In aggiunta, fu deciso che l'automedica con Watkins a bordo avrebbe seguito le auto durante il primo giro della corsa, per essere rapidamente presente in caso di incidente.

### Anni 1980
Nel 1981 la FISA istituì una Medical Commission per le corse automobilistiche, nominandone Watkins presidente. L'anno successivo, il 1982, Watkins fu tra i primi a prestare soccorso a Gilles Villeneuve dopo il grave incidente nelle prove del Gran Premio del Belgio. Salito a bordo dell'automedica guidata da Roland Bruynseraede, intubò personalmente il pilota e tenne il suo collo in trazione per tutto il tragitto verso l'ospedale di Lovanio. In seguito, constatato che non c'era più nulla da fare, mandò a chiamare la moglie Joann, che si trovava a Montecarlo, tramite l'amico ed ex campione del mondo Jody Scheckter. Joann si recò in Belgio con la moglie di Scheckter, Pam, e, dopo una discussione con Watkins, consensualmente decisero di staccare il respiratore. Al GP del Canada, Watkins si trovò di nuovo a fronteggiare una situazione disperata con l'incidente al via di Riccardo Paletti. Il dottore raggiunse l'Osella del giovane pilota italiano circa 16 secondi dopo l'impatto con la Ferrari 126 C2 di Didier Pironi, che a sua volta si diede a soccorrere il collega. Watkins gli aprì la visiera del casco per osservargli gli occhi e tenergli aperte le vie respiratorie. Sfortunatamente, la benzina fuoriuscita dall'auto prese fuoco, e la vettura fu avvolta dalle fiamme: il medico indossava indumenti ignifughi, ma nel tentativo di soccorrere Paletti si ustionò comunque le mani. Domate le fiamme, Watkins praticò sul posto una tracheotomia a Paletti e con l'ausilio di una motosega riuscì a liberarlo dai rottami; ciononostante il pilota italiano perse la vita. Al Gran Premio di Gran Bretagna 1985, i piloti consegnarono un trofeo a Watkins in segno di riconoscimento, con l'epigrafe:
Nel 1987, Nelson Piquet andò a sbattere durante le prove del GP di San Marino, e Watkins non gli concesse il nullaosta per correre. Sebbene fosse solo la seconda gara dell'anno, Piquet tentò di convincere la direzione corsa a lasciarlo partire per non perdere punti preziosi in ottica campionato (che poi comunque vinse). Watkins minacciò di dimettersi se la sua decisione fosse stata invalidata, e la direzione diede torto a Piquet, che il giorno dopo non fu al via. In seguito il pilota brasiliano ammise che il medico inglese aveva ragione.

### Anni 1990

Watkins discute con Ayrton Senna dopo l'incidente mortale di Roland Ratzenberger nelle qualifiche di Imola, 30 aprile 1994.

Nel 1992 il dottor Watkins fondò la Brain and Spine Foundation, una organizzazione senza scopo di lucro avente come obiettivo "la prevenzione delle disfunzioni cerebrali e/o spinali e la cura di individui affetti da esse", di cui rimase presidente onorario.
Nel 1994, in risposta alla morte di Roland Ratzenberger e Ayrton Senna (quest'ultimo intimo amico di Watkins), venne istituita la FIA Expert Advisory Safety Committee (Comitato di sorveglianza sulla sicurezza), e Watkins ne fu nominato presidente.
Watkins collaborò a simili iniziative anche per le corse di rally e di go-kart, che nel 2004 confluirono tutte nel FIA Institute for Motor Sport Safety (Istituto FIA per la sicurezza nello sport motoristico), sempre con Watkins alla presidenza. A seguito dei fatti del 1994, inoltre, comincia a lavorare per la progettazione del sistema head and neck support (HANS) per la protezione dai colpi di frusta e dalle fratture alla base del cranio.
Durante i test del venerdì del Gran Premio d'Australia 1995, Mika Häkkinen andò a sbattere violentemente ad alta velocità alla curva Brewery del circuito di Adelaide a causa di una foratura. Il pilota finlandese perse i sensi, venendo violentemente sballottato all'interno dell'abitacolo. Due volontari medici, Jereme Lockins e Steve Lewis arrivarono sul posto in 15 secondi seguiti a ruota da Watkins, che riuscì a impedire che il pilota andasse in arresto cardiaco e gli praticò una cricotiroidotomia a bordo pista, intervento che lui stesso descrisse come "il più soddisfacente mai eseguito durante una gara".
Watkins ricevette il Mario Andretti Award per la sua attività nel 1996. Nel 2002 gli fu conferito l'Ordine dell'Impero Britannico. L'Università di Liverpool gli conferì un dottorato honoris causa l'8 luglio 2004. Il 12 ottobre dello stesso anno fu eletto presidente della FIA Foundation for the Automobile and Society, e in dicembre anche del FIA Institute for Motor Sport Safety, entrambi creati in occasione del centenario della Federazione.

## L'addio alle corse
Il 20 gennaio 2005, Watkins annunciò il suo ritiro dall'attività di medico delle corse di Formula 1, ma rimase a capo del FIA Institute for Motor Sport Safety. Il presidente della federazione Max Mosley designò Gary Hartstein come nuovo medico ufficiale. Dopo il suo ritiro, Mosley rimarcò che "Watkins ha dato un contributo unico per aumentare gli standard di sicurezza e di intervento medico nello sport dei motori." Nel luglio 2008, Watkins fu premiato per il contributo dato alle corse da Martin Brundle dinnanzi alla Camera dei Lords. L'8 dicembre 2011 Watkins rassegnò le dimissioni da ogni ruolo attivo in seno alla FIA. Il giorno dopo, gli fu conferita la FIA Academy Gold Medal for Motor Sport al galà ufficiale della FIA di Dubai.

## Dopo il ritiro
Dopo il ritiro dalle attività all'interno della FIA, Sid Watkins svolse attività di conferenziere e scrittore, pubblicando alcuni libri sulla sicurezza nelle corse, tra cui il più importante è il semi-autobiografico Life at the Limit: Triumph and Tragedy in Formula One.
Watkins era sposato ed aveva sei figli (quattro maschi e due femmine).
È scomparso nel 2012 all'età di 84 anni.

## Opere
- (EN) Sid Watkins, Life at the Limit: Triumph and Tragedy in Formula One, Motorbooks Intl, 1996, ISBN 0-7603-0315-0.
- (EN) Sid Watkins, David Tremayne, The Science of Safety: The Battle Against Unacceptable Risks in Motor Racing, Haynes Publications, 2000, ISBN 1-85960-664-4.
- (EN) Sid Watkins, Jackie Stewart, Beyond the Limit, Pan Books, 2002, ISBN 0-330-48196-7.